# كريس هيلمان
كريس هيلمان (بالإنجليزية: Chris Hillman)‏ هو كاتب أغاني ومغني وعازف قيثارة أمريكي، ولد في 4 ديسمبر 1944 في لوس أنجلوس في الولايات المتحدة.

## وصلات خارجية
- الموقع الرسمي
- كريس هيلمان على موقع الموسوعة البريطانية (الإنجليزية)
- كريس هيلمان على موقع ميوزك برينز (الإنجليزية)
- كريس هيلمان على موقع أول ميوزيك (الإنجليزية)
- كريس هيلمان على موقع ديسكوغز (الإنجليزية)